# مهدی رحیمی

جنازه سپهبد مهدی رحیمی پس از اجرای حکم اعدام، روزنامهٔ اطلاعات ۲۷ بهمن ۱۳۵۷ (‏۱۶ فوریه ۱۹۷۹‏)

مهدی رحیمی (۱۳۰۰ – ۲۶ بهمن ۱۳۵۷) سپهبد نیروی زمینی شاهنشاهی ایران، آخرین رئیس شهربانی شاهنشاهی و آخرین فرماندار نظامی تهران بعد از ارتشبد غلامعلی اویسی بود. وی از نخستین افرادی بود که پس از پیروزی انقلاب ۱۳۵۷ و در ۲۶ بهمن ۱۳۵۷ تیرباران شد. وی با حسین فاطمی وزیر امور خارجه دولت محمد مصدق و مؤسس روزنامه باختر باجناق بوده‌است.

## چگونگی دستگیری
ابراهیم یزدی ماجرا را اینطور بیان می‌کند: تیمسار رحیمی، به عنوان فرماندار نظامی تهران ارشدترین افسر ارتش بود که توسط مردم در صبح روز ۲۲ بهمن در خیابان شناخته و بازداشت شد. به موجب آنچه بعداً کسی که او را دستگیر و به مدرسه رفاه آورده بود برای من شرح داد، در حالی که وی با لباس مبدل در کنار خیابان سپه، حمله مردم به پادگان باغشاه را تماشا می‌کرده‌است، توسط یکی از افسران زیردستش، که با انقلابیون همکاری داشت و او هم با لباس غیرنظامی در میان مردم بود، مورد شناسایی قرار می‌گیرد و با کمک چند نفر وی را گرفتند و به مدرسه رفاه آوردند.
روزنامه اطلاعات نوشت:
سپهبد رحیمی در مورد بازداشتش می‌گوید: «امروز ظهر (۲۲ بهمن) در حالی که به تنهایی در میدان سپه راه می‌رفتم چند نفر روی سرم ریختند و مرا دستگیر کردند و به اینجا آوردند. کمی هم اذیتم کردند و کتکم زدند ولی مهم نیست جوان بودند.»

## دادگاه از زبان صادق خلخالی
صادق خلخالی در کتاب خاطرات خود آن دوران را اینطور بیان می‌کند:
از جمله کسانی که در همه کارها دخالت می‌کرد و بازپرس شده بود؛ ابراهیم یزدی بود که در دولت موقت اول معاون نخست‌وزیر و سپس وزیر امور خارجه شد.
.... ابراهیم یزدی در طبقه دوم مدرسه رفاه که من هم آنجا بودم، نصیری و رحیمی را به محاکمه کشید. آن‌ها با وجود اینکه می‌دانستند که من از طرف امام به عنوان قاضی و حاکم شرع معرفی شده‌ام به این امر توجه نمی‌کردند، خودشان می‌بریدند و می‌دوختند و در باغ سبز نشان می‌دادند.

نمایی از جلسه دادگاه رحیمی

تلویزیون هم جریان را ضبط می‌کرد و ما هم نظاره می‌کردیم. سرانجام کاسه صبرم لبریز شد و مستقیماً به خدمت امام رفتم و عرض کردم: ابراهیم یزدی می‌گوید که جزو شورای انقلاب است و نمی‌گذارد من به کارها رسیدگی کنم. او در همه کارها مداخله می‌کند و مانع کار ما می‌شود.
امام فرمود: او جزو شورای انقلاب نیست و زورش هم به تو نمی‌رسد اگر آمد آنجا یقه او را بگیر! (سپس امام یقه مرا گرفت و گفت این‌جوری) پس از بیانات امام من با قدرت تمام به مدرسه رفاه برگشتم.
.... فردای آن شب که نصیری و ناجی و رحیمی و خسروداد اعدام شدند مهندس بازرگان مصاحبه مطبوعاتی تشکیل داد و با کمال تعجب اعلام نمود: ما از وضع دادگاه‌های انقلاب کوچک‌ترین اطلاعی نداریم.

### اتهامات
بیانیه دادگاه جرم متهمان را به‌طور کلی «شکنجه و کشتار مردم» و «خیانت به کشور» ذکر کرد. اشاره ای به اتهامات شخص آقای رحیمی به‌طور مشخص نشد.
صادق خلخالی در مور اتهام متهمان، «افساد فی الارض»، چنین نوشت:
«مفسد فی الارض؛ یعنی کسی که به گسترش فساد در روی زمین بکوشد و به توسعه آن کمک کند. فساد هم یعنی چیزی که موجب انحطاط و نابودی و انحراف جامعه از اصل طبیعی آن باشد. افرادی که اعدام شدند، در گسترش فساد و فحشا و رواج هرویین و تریاک و بی بندوباری و لامذهبی و آدم کشی و خیانت و چاپلوسی و خلاصه، همه اوصاف رذیله کوشیدند. گرفتاری آن‌ها از آن زمان بیشتر شد که با دیدن انقلاب ملّت، هیچ توبه نکردند. من عقیده داشتم و حالا هم معتقدم که تمام وکلای مجلسین شورا و سنا و همه استانداران و رؤسای ساواک و شهربانی که از سال ۴۲ به بعد و پس از تحریم امام بر سر کار بودند، محکوم به اعدام می‌باشند. … مدیران کلّ، در وزارتخانه‌ها که خود، عامل اصلی بقای دستگاه بودند و به خاطر تقرّب به شاه و خانواده او به هر ذلّتی تن می‌دادند، محکوم هستند.»
گردانندگان محاکمه سپهبد رحیمی را شخصاً متهم به اجرای حکومت نظامی و تیراندازی ارتش به تظاهر کنندگان کردند.

### مدارک و شواهد
از مدارک ارائه شده علیه متهم اطلاعی در دست نیست.
در گزارش خبرنگار کیهان، اشاره به شهادت شهود دادستانی شده اما جزئیات اظهارات این شهود گزارش نشده‌است: «... شهود عینی، خانواده‌هایی که هر یک چندین داغ به سینه دارند، یار و مددکار دادرسان دادگاه هستند. گوئی هیچ نقطه ابهامی وجود ندارد.»
بر اساس اظهارات قاضی شرع (خلخالی)، همکاری با رژیم سابق پس از سال ۱۳۴۲ از دلایل جرم علیه متهم بشمار آمده‌است:
«من عقیده داشتم و حالا هم معتقدم که تمام وکلای مجلسین شورا و سنا و همه استانداران و رؤسای ساواک و شهربانی که از سال ۴۲ به بعد و پس از تحریم امام بر سر کار بودند، محکوم به اعدام می‌باشند … مدیران کلّ، در وزارتخانه‌ها که خود، عامل اصلی بقای دستگاه بودند و به خاطر تقرّب به شاه و خانواده او به هر ذلّتی تن می‌دادند، محکوم هستند.»

### دفاعیات
رحیمی به سوگند دفاع از قانون اساسی اشاره کرد و این که او در مقامی که بوده‌است وظیفه اش دفاع از قانون بوده‌است:
«من سرباز بودم و سوگند خورده بودم و باید به سوگند وفادار می‌ماندم من ضمن ستایش شخصیت امام خمینی در مسیری حرکت می‌کردم که در آن مسیر خود را موظف می‌دانستم آنچه را که در خدمت ارتش است انجام دهم.»
گزارش کیهان از این محاکمه اشاره ای به دفاعیات متهم یا شهادت شهود به نفع وی و حضور وکیل مدافع نمی‌کند:
«فضای دادگاه در زیر رگبار هزاران سؤال… غیر قابل تحمل شده. همه آنها به سختی نفس می‌کشند… و (متهمان) خود نیز انکار نمی‌کنند و مرگ را در مقابل خود می‌بینند».

## اعدام

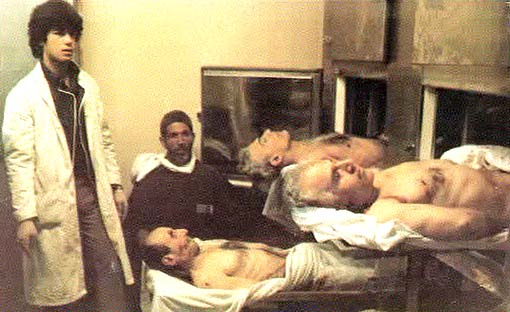
پیکر بی‌جان زیرین: رضا ناجی پیکر بی‌جان بالایی سمت چپ: منوچهر خسروداد پیکر بی‌جان بالایی سمت راست: مهدی رحیمی

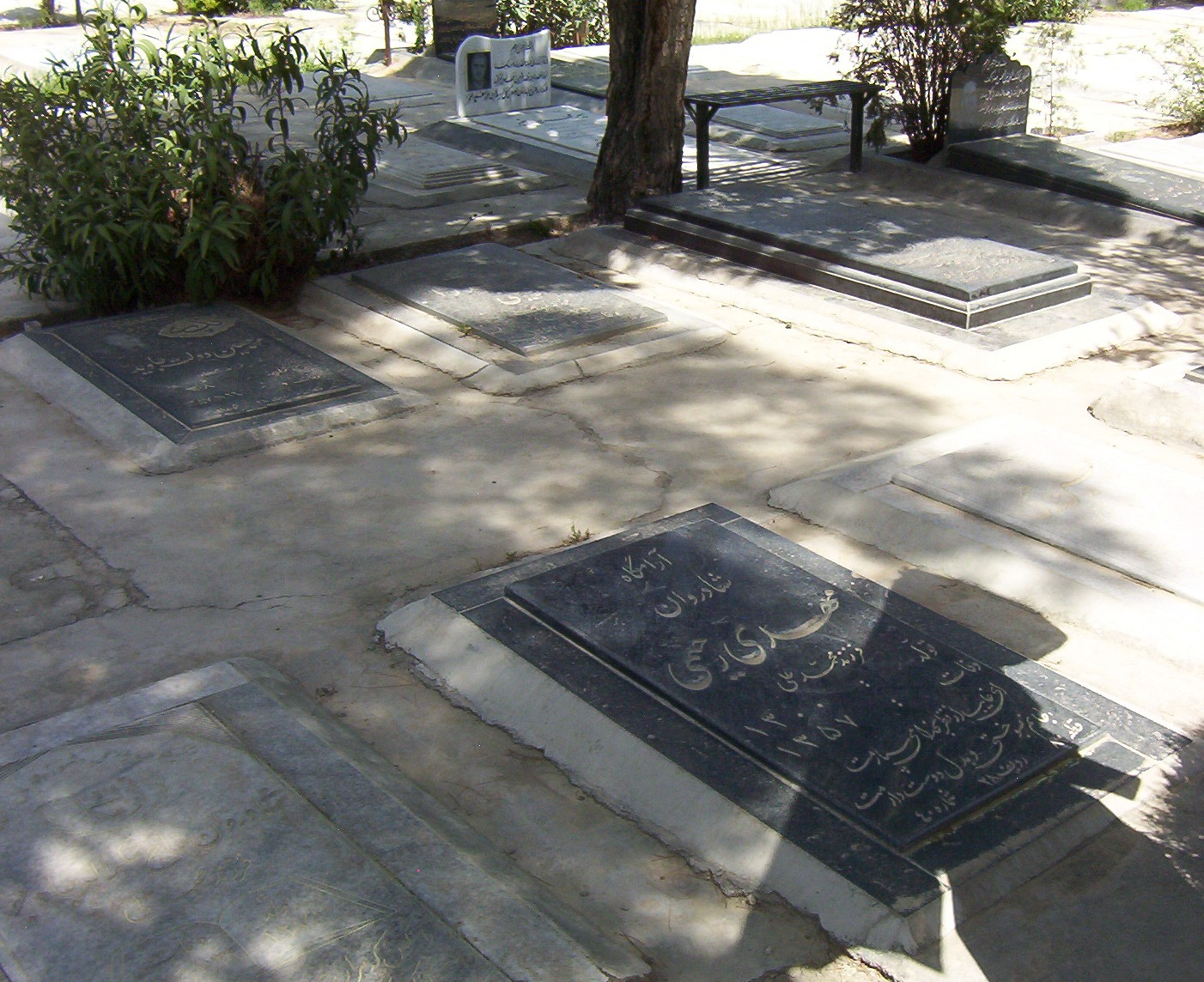
آرامگاه مهدی رحیمی در بهشت زهرا تهران

رحیمی در نیمه شب پنج شنبه ۲۶ بهمن ۱۳۵۷ بر روی پشت بام مدرسه رفاه واقع در خیابان ایران در تهران به همراه نعمت الله نصیری، سید رضا ناجی و منوچهر خسروداد تیرباران شد و در بهشت زهرا (قطعه:۸۲ ردیف:۲۸ شماره:۴۰) به خاک سپرده شد.
روزنامه اطلاعات در فوق‌العاده خود به تاریخ جمعه ۲۷ بهمن ۱۳۵۷ ماجرا را اینطور بیان می‌کند:
نیمه شب دیشب ۴ ژنرال عالی‌رتبه ارتش شاه که در قتل و کشتار مردم ایران مشارکت مستقیم داشتند بر اساس حکم صادره دادگاه انقلابی تیرباران شدند.
در حالی‌که یک ربع به ساعت ۲۴ مانده بود ارتشبد نصیری رئیس ساواک، سپهبد مهدی رحیمی فرماندار نظامی تهران و رئیس شهربانی سابق، سرلشکر رضا ناجی و سرلشکر خسروداد در دسته اول با چشم‌ها و دست‌های بسته روبروی جوخه آتش قرار گرفتند و با گلوله‌های چهار جوان مسلح در کمیته امام به رگبار مسلسل بسته شدند.

جلسه دادگاه از صبح دیروز در محل دبیرستان شماره ۲ علوی تشکیل شد و تا ساعت ۷ بعد از ظهر ادامه یافت. این دادگاه برای بررسی کارنامه ۲۶ تن از مقامات برجسته رژیم سابق که اکنون در زندان به‌سر می‌برند تشکیل شد. پس از پایان جلسه اعضای دادگاه به حضور امام خمینی رفتند و امام حکم اعدام ۴ نفر از متهمان ردیف یکم را به حکم آیه شریفه «مفسدان فی الارض» تأیید کرد.
بلافاصله پس از اعدام انقلابی عناصر رژیم سابق جوانان مستقر در اطراف کمیته انقلاب و خیابان‌های ایران و ژاله شروع به تیراندازی هوایی کردند و رسیدن روز جزا روز عدل الهی را جشن گرفتند. خبر اعدام این گروه به وسیلهٔ بلندگو به اطلاع ساکنان خیابان‌های اطراف کمیته انقلاب رسید.

### روایت محسن رفیق‌دوست
محسن رفیق‌دوست سال‌ها بعد در مصاحبه‌ای گفت : وقتی میخواستند مهدی رحیمی را برای تیرباران به پشت‌بام مدرسه رفاه ببرند، مرا دید و گفت: خواهش میکنم دستانم و چشمانم را نبندید.

## اتهام سیلی زدن
پایگاه خبری آفتاب در تاریخ شنبه ۲۱ خرداد ۱۳۸۴ مصاحبه‌ای را با ابراهیم یزدی منتشر کرده‌است. در این مصاحبه وی در پاسخ به این پرسش که افرادی مدعی هستند که او (مهدی رحیمی) به صورت شما (ابراهیم یزدی) سیلی زده‌است و شما در واکنش دست او را بریده‌اید. این‌طور می‌گوید:
چنین چیزی مطلقاً صحت ندارد. اولاً آن‌ها که این نوار را به دست آورده‌اند (منظور وی نوار ویدئویی جلسه دادگاه است) چرا تمام آن را منتشر نمی‌کنند و به پخش ۷ تا۸ دقیقه آن اکتفا کرده‌اند. ثانیاً این نوار نشان می‌دهد با کسی که در دوران انقلاب فرماندار نظامی تهران و مسئول کشتار مردم در سطح شهر بوده‌است در آن جلسه نه تنها برخورد فیزیکی بلکه هیچ صحبت تندی هم نشده‌است. در آن نوار ویدئویی هیچ علامتی از عصبانیت و خشونت نه در صحبت و در صورت رحیمی و نه من یا سایرین دیده نمی‌شود. حتی صحبت‌های صادق خلخالی، اگر چه تند بود، اما تهدید و خشونتی هم در آن نبود. شما می‌توانید با آقای دکتر احمد صدر حاج‌سیدجوادی هم صحبت کنید شاید ایشان یادداشت‌های خود را از بازجویی وی هنوز در اختیار داشته باشند.